# Tramlijn 24 (Brussel)
De Brusselse premetro- en tramlijn 24 verbond tot 14 maart 2011 het station van Schaarbeek met de halte Vanderkindere (Ukkel). De kenkleur van deze lijn was lichtgroen.

## Traject
Schaarbeek Station - Prinses Elisabeth - Demolder - Paul-Brien-ziekenhuis - Louis Bertrand - Heliotropen - Chazal - Leopold III - Meiser - Diamant - Georges Henri - Montgomery - Boileau - Pétillon - Hansen-Soulie - Arsenaal - VUB - Etterbeek Station - Roffiaen - Buyl - Ter Kameren-Ster - Legrand - Bascule - Longchamp - Gossart - Cavell - Churchill - Vanderkindere.

## Bijzonderheden
Tramlijn 24 was in 2006 gecreëerd, aanvankelijk als (zeer beperkte) versterking van voornamelijk lijn 23 tijdens de spitsuren. Ter hoogte van de halte Buyl sloeg deze tram toen af richting Boondaal Station, maar daarna reed hij rechtdoor naar Vanderkindere en was het traject naar Boondaal overgenomen door de nieuwe lijn 25. Tramlijn 24 reed enkel op weekdagen, tot ongeveer 20 u 's avonds. In het weekend en op feestdagen reed de tramlijn niet. Op Schaarbeek Station na heeft deze tramlijn alle haltes gemeen met lijn 23.
In de richting van Ukkel was Vanderkindere het eindpunt, maar reizigers kunnen er enkel uitstappen. Aan Vanderkindere rijdt de tram leeg een halte terug tot Churchill, waar hij even later zijn dienst weer aanvatte in de andere richting.
Vanaf 14 maart 2011 werd deze lijn vervangen door tramlijn 7

## Materieel
Tramlijn 24 werd vooral met moderne lagevloertrams van het type T3000 gereden. Af en toe was er ook een iets oudere lagevloertram van het type T2000 te zien. Bij zijn indienststelling was tramlijn 24 de eerste lijn waar de nieuwe T3000-trams werden ingezet.